# کلان‌زیاگان پلیستوسن

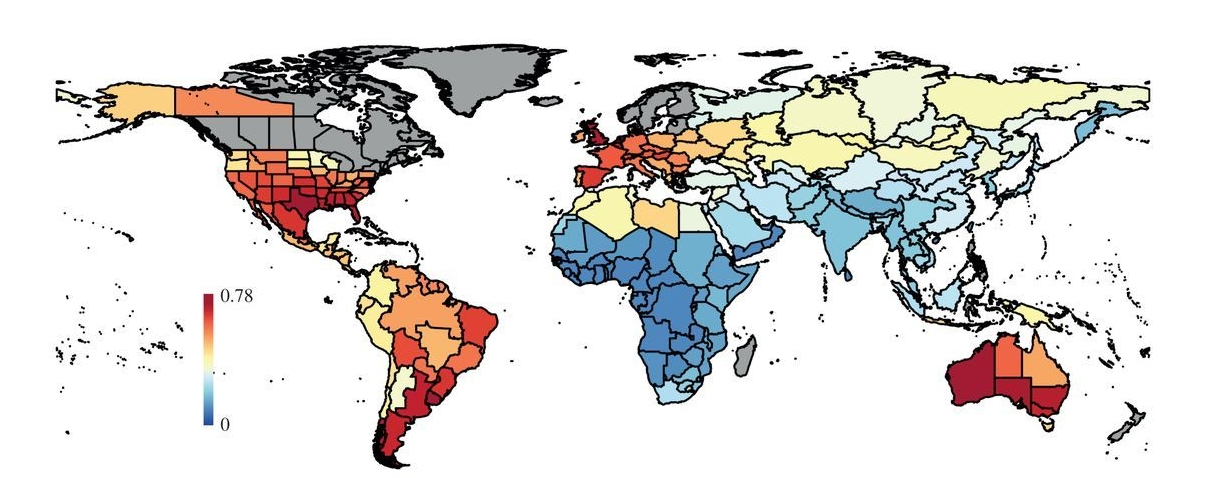
نسبت گونه‌های پستانداران بزرگ منقرض‌شده (بیشتر یا مساوی ۱۰ کیلوگرم) در هر کشور TDWG در طول ۱۳۲۰۰۰ سال گذشته، فقط شمارش انقراض‌های زودتر از ۱۰۰۰ سال

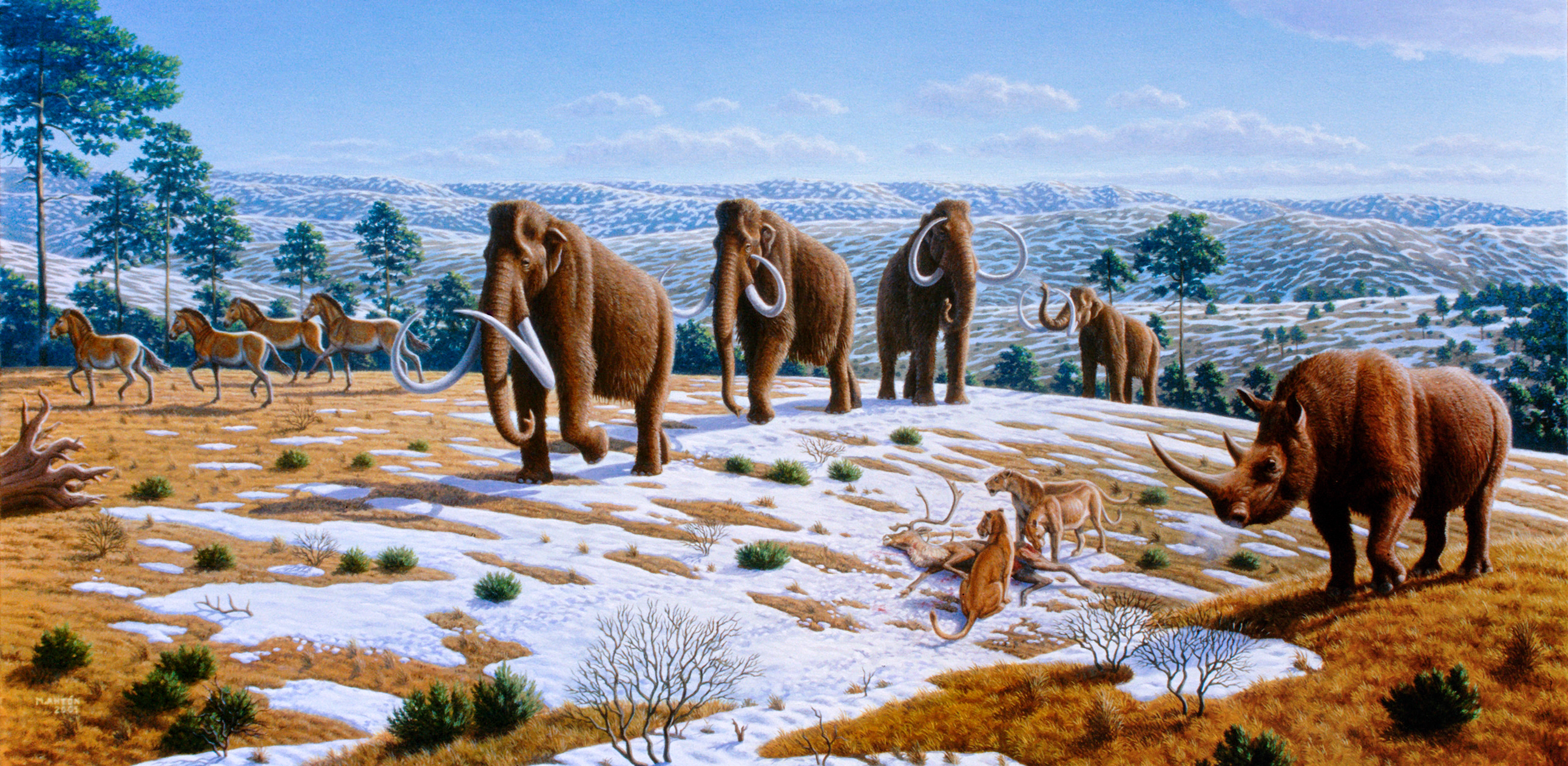
بازسازی صحنه‌ای در پایان پلیستوسن در شمال اسپانیا، توسط مائوریسیو آنتون

کلان‌زیاگان پلیستوسن (به انگلیسی: Pleistocene megafauna) مجموعه‌ای از جانوران بزرگ هستند که در دوران پلیستوسن بر روی زمین زندگی می‌کردند. کلان‌زیاگان پلیستوسن در طول رویداد انقراض کواترنر منقرض شدند که منجر به تغییر اساسی در اکوسیستم‌ها در سطح جهان شد. نقش انسان در ایجاد انقراض کلن‌زیاگان پلیستوسن بحث‌برانگیز است.

## فهرست کلان‌زیاگان پلیستوسن
| گونه‌ها           | قاره          |
| ---------------- | ------------- |
| Gorgopithecus    | آفریقا        |
| Dinopithecus     | آفریقا        |
| Cercopithecoides | آفریقا        |
| پارانتروپوس      | آفریقا        |
| جنوبی‌کپی         | آفریقا        |
| مگالونیکس        | آمریکای شمالی |
| شیر آمریکایی     | آمریکای شمالی |
| گلیپتوتریوم      | آمریکای شمالی |
| Aiolornis        | آمریکای شمالی |
| ماموت پشمالو     | اوراسیا       |
| ماموت استپی      | اوراسیا       |
| کرگدن پشمالو     | اوراسیا       |
| Procoptodon      | استرالیا      |